# Chrti (skupina FCI)

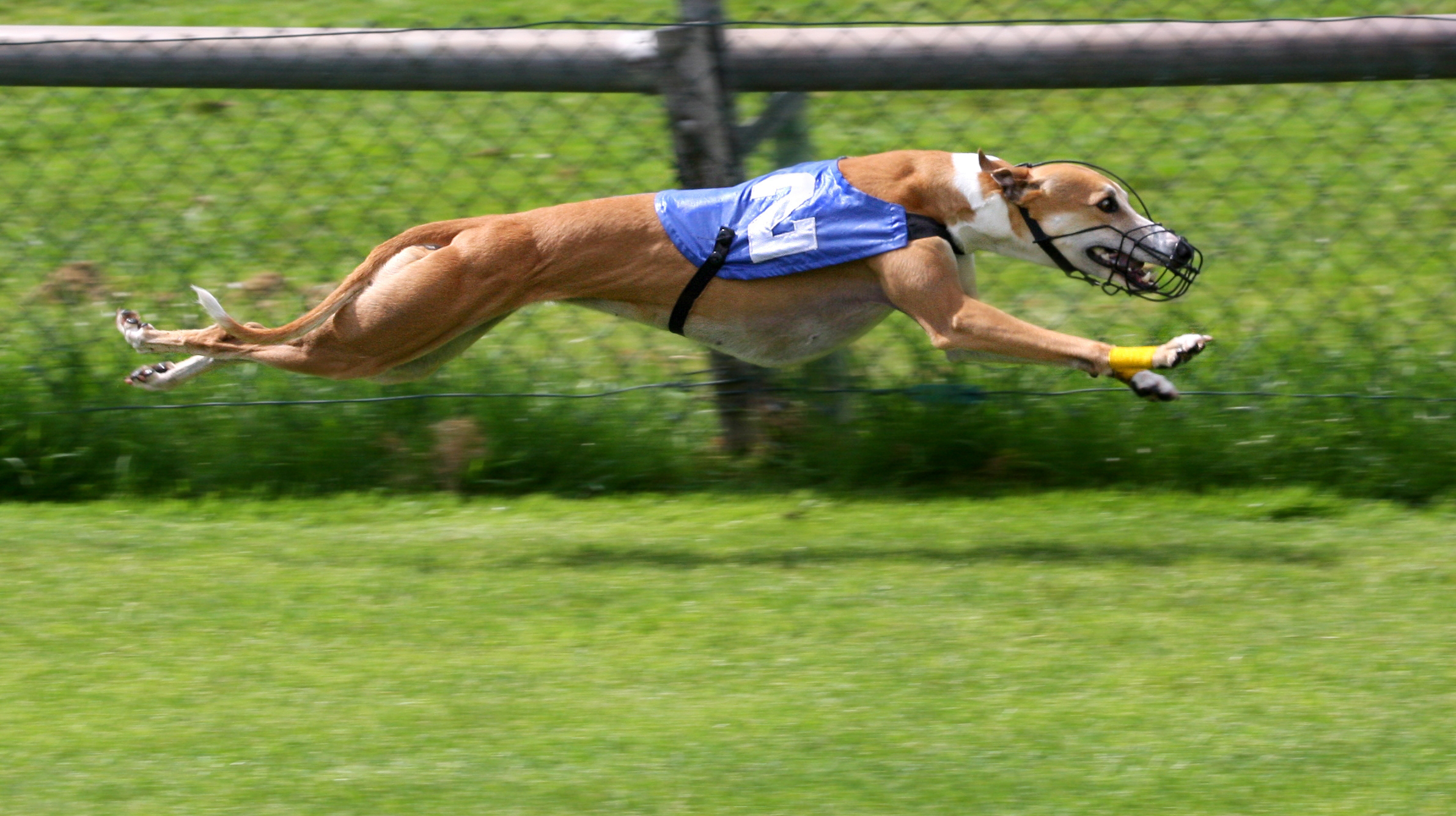
Běžící greyhound

Chrti jsou skupinou psů dle FCI s pořadovým číslem deset. Chrti byli vyšlechtěni na rychlost a „lov očima“, což znamená, že chrt při lovu zvěře nepoužívá čich, ale oči, které má velmi dobře vyvinuté. Všichni tito psi jsou vysocí, šlachovití, mrštní, štíhlí a velmi dobří běžci. Jedinou výjimkou je italský chrtík, který sice má postavu skutečného chrta, ale s tím rozdílem, že je menší a byl vyšlechtěn jako společenský pes. Většina z nich je stará i tisíc let a více (příkladem je saluka) a jsou příbuznými primitivních plemen, což je skupina psů dle FCI s pořadovým číslem pět – špicové a primitivní plemena. Všechna stará a původní plemena chrtů pocházejí z jihozápadní Asie, přesto je asi nejznámějším zástupcem této skupiny chrt z Anglie; greyhound. Často jsou využívaná při coursingu. Česká republika nemá v této skupině žádného zástupce, ale najdeme zde třeba chrtí plemeno z Polska; polského chrta.
Mezi nejstarší plemena chrtů patří saluki a sloughi, dvě psí plemena z jihozápadní Asie. Tato dvě plemena byla pravděpodobně vyšlechtěna již před pěti tisíci lety k lovu gazel. Ve starověké Persii se dokonce saluki chovali v šestnácti různých rázech a barvách, jedna z nich se nazývala tazy a společně s taiganem je jen uznává Ruský kynologický klub. Ty dnes žijí hlavně na území Uzbekistánu, Turkmenistánu a Kazachstánu. Stejně tak se kdysi chovalo několik rázů afghánského chrta, přičemž dnes na území Afghánistánu rozlišujeme varianty dvě; severní a jižní, přičemž jižní varianta se nikdy nerozšířila ani do Evropy. Dalším neznámým chrtem, který se nikdy mimo Asii nerozšířil je taigan, chrt vyskytující se v Kyrgyzstánu, který byl vyšlechtěn a dodnes se využívá pro lov lišek a zajíců.

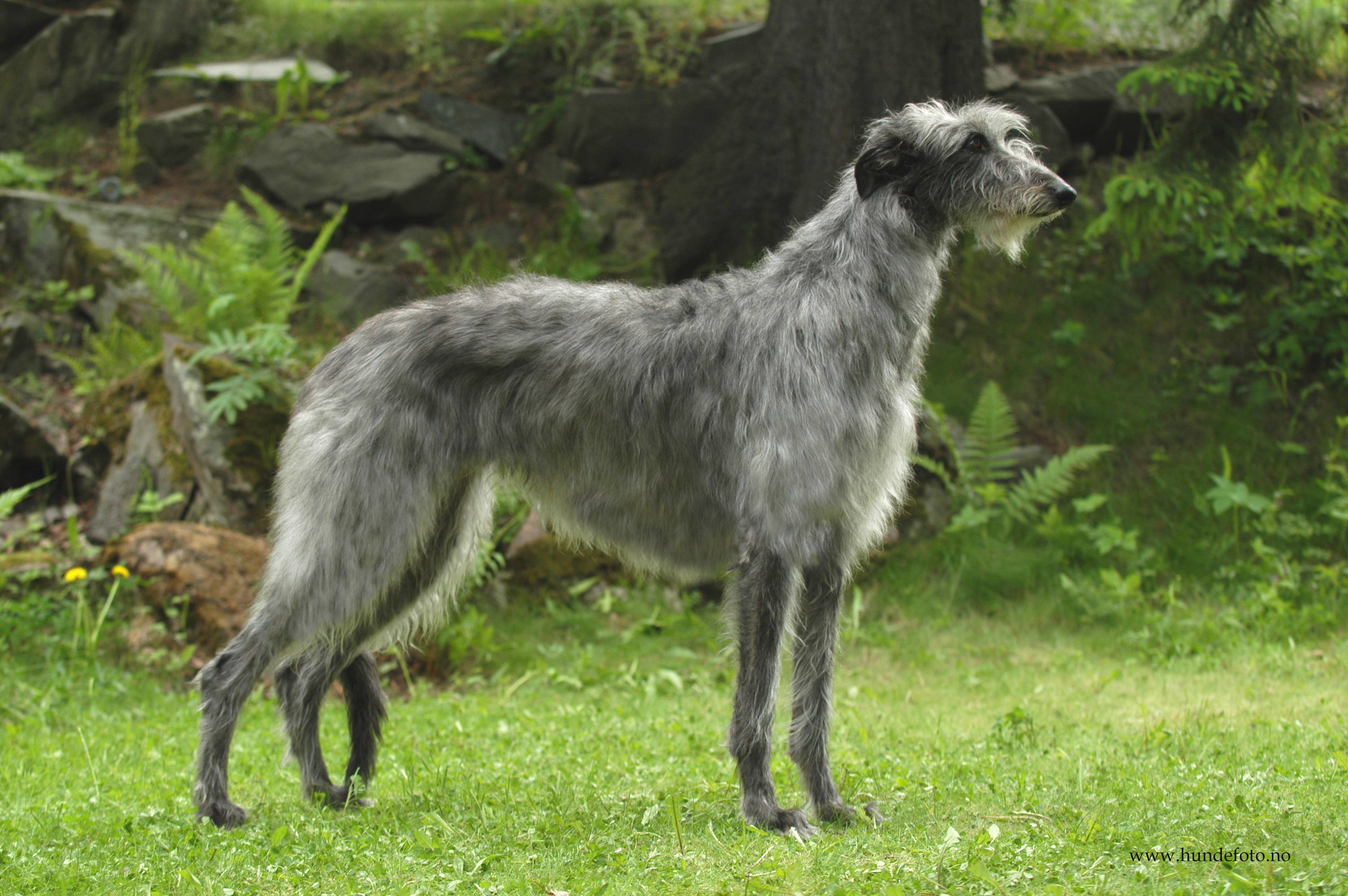
Deerhound

Některé původní typy chrtů byly kříženy s moderními psy; například předky irského vlkodava jsou těžcí mastifové a původní chrti.
V dnešní době se chrti využívají hlavně jako společníci nebo psí sportovci, pro své původní účely se využívají ještě ve Španělsku a potom v chudších oblastech Asie.

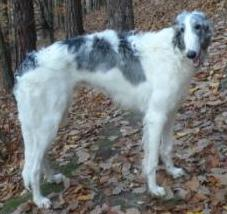
Barzoj

## Plemena chrtů
Seznam plemen chrtů.

### Dlouhosrstí chrti

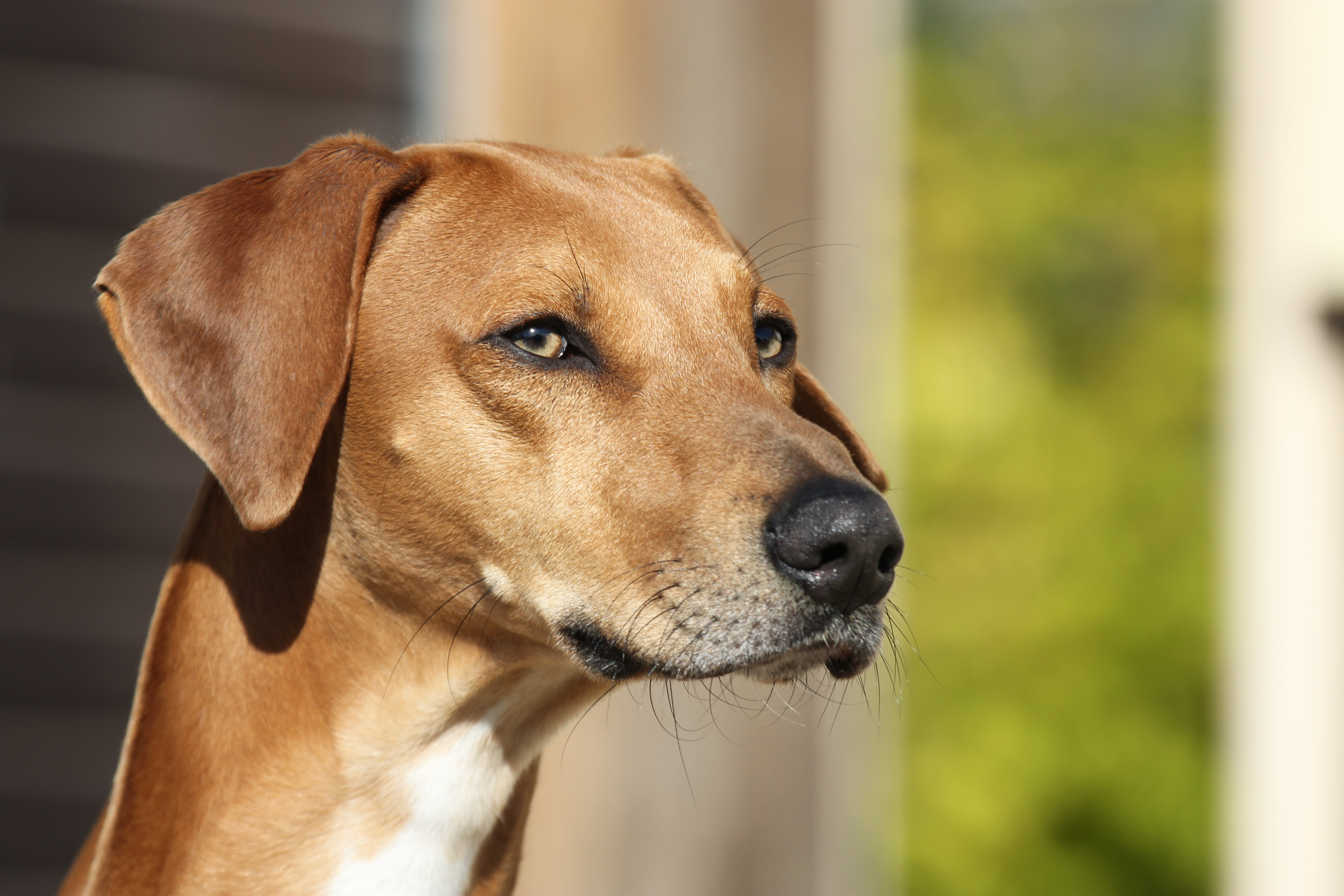
Hlava azavaka

- Afghánský chrt
- Barzoj
- Saluki (Perský chrt)

### Hrubosrstí chrti
- Irský vlkodav
- Skotský jelení pes (Deerhound)

### Krátkosrstí chrti
- Anglický chrt (greyhound)
- Azavak
- Italský chrtík
- Maďarský chrt
- Polský chrt
- Sloughi
- Španělský galgo
- Vipet

## Neuznaná plemena chrtů
- Dlouhosrstý vipet